# Petter Fagerhaug
Petter Fagerhaug (Gjerdrum, 29 september 1997) is een Noors mountainbiker die in 2019 reed voor Corendon-Circus.

## Carrière
Naast zijn twee nationale cross-country titels in 2016 en 2017 werd Fagerhaug in 2016 ook tweede, achter Carl Fredrik Hagen, in het nationale mountainbikemarathonkampioenschap. 
In 2018 won Fagerhaug drie manches en het eindklassement in de wereldbeker mountainbike bij de beloften. In het seizoen 2019 maakte hij de overstap naar Corendon-Circus.

## Palmares (cross-country)
| Seizoen  | Wereldbeker                                             | WK       | EK       | NK       | Overige                    | Totaal aantal zeges |
| Junioren | Junioren                                                | Junioren | Junioren | Junioren | Junioren                   | Junioren            |
| -------- | ------------------------------------------------------- | -------- | -------- | -------- | -------------------------- | ------------------- |
| 2015     |                                                         | 13e      | 40e      | Zilver   | Horten                     | 1                   |
| Beloften |                                                         |          |          |          |                            |                     |
| 2016     |                                                         | 34e      | 11e      |          |                            | 0                   |
| 2017     | Nové Město                                              |          | 11e      |          |                            | 1                   |
| 2018     | Stellenbosch, Val di Sole, Stellenbosch, Eindklassement | 4e       | 7e       |          |                            | 3                   |
| Elite    |                                                         |          |          |          |                            |                     |
| 2016     |                                                         |          |          | Goud     | Darbu, Oslo (I), Oslo (II) | 4                   |
| 2017     |                                                         |          |          | Goud     | Darbu, Oslo, Lillehammer   | 4                   |

## Ploegen
- 2019 –  Corendon-Circus
- 2020 –  Alpecin-Fenix

Cortjens · De Bondt · Dekker · del Carmen Alvarado · Devolder · Eibl · Fagerhaug · Hansen · Jans · Janssens · Meeusen · Meisen · Merlier · Rickaert · Rouiller · Stallaert · Tulett · Turner · D. van der Poel · M. van der Poel · Vandeputte · van Trijp · Vergaerde · Vermeersch · Walsleben · Benoist (stagiair) · Clé (stagiair)